# Usseau, Vienne
Usseau là một xã, tọa lạc ở tỉnh Vienne trong vùng Nouvelle-Aquitaine, Pháp. Xã này có diện tích 18,95 km², dân số năm 2006 là 1895 người. Xã nằm ở khu vực có độ cao trung bình 82 m trên mực nước biển.

## Hành chính
| Danh sách các xã trưởng |               |               |      |         |
| Giai đoạn               | Giai đoạn     | Tên           | Đảng | Tư cách |
| mars 2001               | réélu en 2008 | Michel Hamoir |      |         |

## Biến động dân số
| Năm | 1962 | 1968 | 1975 | 1982 | 1990 | 1999 | 2006 |
| --- | ---- | ---- | ---- | ---- | ---- | ---- | ---- |
| Dân số | 327  | 383  | 383  | 489  | 521  | 573  | 634  |
| From the year 1962 on: No double counting—residents of multiple communes (e.g. students and military personnel) are counted only once. |      |      |      |      |      |      |      |